# Юдин, Борис Петрович
Бори́с Петро́вич Ю́дин (1949—2023) (англ. Boris Judin) — русско-американский поэт и прозаик.

## Биография
Родился 7 февраля 1949 в Даугавпилсе (Латвия). Учился в Даугавпилсском педагогическом институте на филологическом факультете. С 1995 года — в эмиграции. Жил в штате Нью-Джерси (США). Семья: жена Галина Юдина, дочь Julia Khanin (Judina). В 1998 году Борис Петрович получил черепно-мозговую травму и пробыл неделю в коме. Однако, благодаря лечению и заботам жены и дочери, не только частично восстановился, но и смог продолжать творческую деятельность.
Скончался 6 мая 2023 года в США.

## Деятельность
Проза и поэзия Бориса Юдина публиковались более трёхсот раз в различных литературных журналах и альманахах России и странах русского рассеяния.
- Книги Бориса Юдина находятся в Library of Congress USA, British Library, State Library of Western Australia и библиотеках университетов «Лиги плюща» США.
- Член Объединения русских писателей Америки (ОРЛИТА).
- Отмечен Премией журнала «Дети Ра» за 2004 г.
- Фигурант календаря знаменательных дат Латгалии «Latgales dati».
- Фигурант книг :

1. Чупринин С. «Русская литература сегодня: Зарубежье», Время, М., 2008 г.
2. Степанов Евгений. «Жанровые, стилистические и профетические особенности русской поэзии середины ХХ — начала XXI века. Организация современного поэтического процесса», «Комментарии», М., 2014.
3. «Landscape and culture», Daugavpils university, Academic press «Saule», 2013.
4. В.Батшев. «О поэзии эмиграции 21 века»,

### Книги
- «Убить Ботаника». Киев, Нора-друк, 2003. ISBN 966-8321-07-3
- «Дилетант». Москва, Гаятри, 2005. ISBN 5-9689-0032-6
- «Так говорил Никодимыч». Москва, «Жук», 2007. ISBN 978-5-903305-02-5
- «Город, который сошёл с ума». Москва, «Жук», 2007. ISBN 5-903305-03-2
- «Формула стиха». «Нюанс», Таганрог, 2010. ISBN 978-5-98517-099-3
- «Любительский театр». «Нюанс», Таганрог, 2010. ISBN 978-5-98517-099-3
- Сергей Сутулов-Катеринич, Борис Юдин: «Райскій адъ. Лю-блюзы». Нюанс, Таганрог, 2011. ISBN 978-5-98517-120-4
- "Прикосновение " (избранные стихотворения) Altaspera Publishing & Literary Agency Inc., Huntsville, Ontario Canada, 2017 ISBN 978-1-387-07156-2

## Электронные книги
- «Звуки в стиле рэтро», Dalib, Daugavpils, 2014 (Латвия)
- «Фима + Аня = любовь», Dalib, Daugavpils, 2015 (Латвия)

### Коллективные сборники
- Антология «Земляки», 2009.
- Сборник «Героям былого и грядущего», ПИ ЮФУ, Ростов на Дону, 2010.
- Антология «45-я параллель», 2010.
- Каталог «Пётр Горбань. „Живопись о человеке“», «Erarta», 2010.
- Антология «Свойства страсти. Русские поэты XX века». 2010.
- Сборник «Согласование времён 2010. Поэзия третьего тысячелетия», Еpubli Berlin, 2010.
- Сборник «Глагол». ПИ ЮФУ, Ростов на Дону, 2011.
- Сборник «Согласование времён 2011. Проза», Еpubli Berlin, 2012.
- Сборник «Чужая жизнь» («Стетоскоп» выпуски 33- 38), Митрич и Богатырь, Париж, 2002
- Антология «Странности передвижений : избранные тексты» (составитель Б. Марковский), Санкт-Петербург — Киев, Алетейя — Птах, 2007
- Сборник «Под знаком Морфея-2», Нюанс, Таганрог, 2013
- Сборник «Под знаком Мнемозины-2», Нюанс, Таганрог, 2013
- Сборник «Под знаком Эрота-1», Нюанс, Таганрог, 2013
- Евгений Степанов «Жанры и строфы современной русской поэзии. Версификационная практика поэтов XX и XXI веков» антология в 3-х томах, тома 1 и 3, Вест-консалтинг, Москва, 2013
- Антология «Крым в поэзии» в 7-ми томах, т.7 «Горы, звёзды, люди, камни…», ООО «Каравелла» , Нижний Новгород, 2014 (Россия)
- Антология «45- параллельная реальность», Ставрополь, 2014
- Антология «Наш Крым», «KriK», New York Сity, USA 2014
- Антология «Стихи и афоризмы о России» составитель Игорь Гарин, Lambert Academic Publishing, Saarbrucken, 2014, (Германия)
- Антология «Русской рифмы победный калибр», 2015, Ставрополь
- Антология «Перья Белого ворона стихоживопись» (Poetry association «The White Raven» & Izya Shlosberg), Бостон США 2015
- Сборник «Галина Щекина крупным планом», М. Директ- Медиа, 2015
- " Ореховка. До востребования" «Вест-Консалтинг», Москва,. Типография «Нюанс», Таганрог.   ISBN 978-5-91865-106-3